# 岳凌霄
岳凌霄（16世紀—17世紀），字抑生，號廣霞，河南歸德府获嘉县人，明朝政治人物。

## 生平
年十三入里選，有声，學使器重之。二十四舉于乡，天啟五年（1625年）成乙丑科進士，初授宣城县知县，邑繁剧难治，又多大姓为梗，汤太史者势焰尤赫，凌霄性严介，不俯就。七年（1627年）丁卯分校南闱，时魏璫势正炽，拟题诸公欲逢迎权贵，凌霄执议甚正，典试者不能屈。调武進縣，武邑积弊，大姓拥不税之田，细民供无田之赋，凌霄为均苦乐，平隐占，武民德之。巨商吴姓鸩妾，陷其邻丁某，凌霄审得其情，冤遂伸。恶少辈以强奸逼死董氏女，脱网，凌霄执法抵之。立祠旌董，两邑有「白面包公」之谣。升大理评事，转兵部职方主事。崇禎三年（1630年）庚午解任归，日课诗文，兼工楷草行书，年六十七卒于家。

## 家族
父岳九逵，进士。